# Renato Peroni
Renato Peroni (Vienna, 16 dicembre 1930 – Roma, 4 maggio 2010) è stato un archeologo italiano, docente di Protostoria Europea alla Sapienza Università di Roma e autore di numerosi saggi e articoli.

## Biografia
Renato Peroni nasce il 16 dicembre 1930 a Vienna da Emilio Peroni e Anna Kosel.
Studia all'università di Roma mostrando una particolare vocazione per il ramo preistorico e in specie protostorico dell'archeologia. Nel 1950 si laurea in paletnologia, presso l'Università degli Studi di Roma, ma alla formazione accademica nazionale aggiunge esperienze maturate nel rigoroso ambiente dell'archeologia preistorica tedesca.
Già nei primi anni '50 partecipa ad attività di ricerca sul campo nel Reatino, promosse dal Museo Preistorico Etnografico Luigi Pigorini, diretto da Piero Barocelli, docente di paletnologia alla Sapienza con il quale Peroni si laurea, e conduce personalmente uno scavo nella località costiera di Malpasso, vicino Civitavecchia.
Nel 1959 pubblica la monografia ‘'Per una definizione dell'aspetto culturale subappenninico come fase cronologica a sé stante'’, con ampio uso del metodo classificatorio basato sulla tipologia dei manufatti e del metodo delle associazioni che, tramite la redazione di una tabella delle associazioni tra manufatti nei giacimenti archeologici, consente di cogliere la sostituzione nel tempo di taluni modelli ad altri, e di dedurne la datazione, stabilendo la cronologia dei processi storici.
Funzionario del Ministero della Pubblica Istruzione (nel settore Antichità e Belle Arti che in seguito passerà al Ministero dei beni Culturali), svolge attività presso lo stesso Museo Pigorini e insegna come docente non di ruolo, e in seguito - lasciata l'amministrazione Antichità e Belle Arti - come professore di seconda fascia nell'Università di Roma.
Dopo una fase di studi in cui spazia dal Paleolitico all'età del ferro avanzata, nel corso degli anni '70, in cui consegue la qualifica di Professore Ordinario, fissa sempre di più il suo campo di azione alla fascia cronologica composta dall'età del bronzo e dalla prima età del ferro.
Ha ideato e diretto la missione di scavo nell'abitato protostorico calabrese di Broglio di Trebisacce e in precedenza ha diretto scavi archeologici ad Allumiere - Poggio della Pozza (Roma), ad Asciano (Pisa) nel riparo detto "la Romita", a Narce presso Calcata (Viterbo), a Palidoro oggi nel territorio di Fiumicino (Roma) e a Pianello di Genga (Ancona).
A partire da una solida base di conoscenza dei materiali tramite la documentazione grafica degli stessi, attraverso la classificazione formale e tipologica e la definizione di cronologie locali, Renato Peroni perviene a numerosi e validi contributi sulla struttura sociale e sull'organizzazione economica delle società antiche.
Ha fondato e diretto la Collana “Grandi contesti e problemi della protostoria italiana” nel cui ambito sono state pubblicate oltre dieci monografie su vari complessi archeologici e temi della ricerca protostorica. 
Numerosi volumi e articoli lo vedono promotore e coautore di progetti di ricerca insieme a molti suoi allievi. Tra i suoi riconosciuti meriti, oltre a quelli scientifici che gli hanno valso notorietà e stima internazionale, si distinguono l'esemplare dedizione alla didattica e il fatto di avere dato vita ad una “scuola” di archeologia della protostoria.
Nel 1999 viene nominato socio corrispondente dell’Accademia dei Lincei.
Nel 2006 viene pubblicato in occasione della fine della sua attività accademica, il volume “Studi di Protostoria in onore di Renato Peroni”, segno della stima di molti studiosi e della riconoscenza dei suoi allievi.
Nel 2007 gli è conferito il titolo di professore emerito dell’Università “La Sapienza”.
Di salute malferma, in particolare per una prolungata insufficienza renale, è ricoverato il 2 maggio 2010 e muore improvvisamente il 4 maggio.

## Opere
- Per una definizione dell'aspetto culturale subappenninico come fase cronologica a sé stante, Memorie Accademia dei Lincei, Roma, 1959
- Archeologia della Puglia preistorica, ed. De Luca, Roma, 1967
- L'età del bronzo nella penisola italiana - 1. L'antica età del bronzo, ed. Leo S. Olschki, Firenze, 1971
- Studi di cronologia hallstattiana, ed. De Luca, Roma, 1973
- Popoli e civiltà dell'Italia antica, vol. 9 - Protostoria dell'Italia continentale. La penisola italiana nelle età del bronzo e del ferro, ed. Biblioteca di storia patria, Roma-Tivoli, 1989
- Introduzione alla protostoria italiana, ed. Laterza, Bari-Roma, 1994
- L'età del bronzo in Italia: per una cronologia della produzione metallurgica (con Gian Luigi Carancini), Ali&No, 1999
- L'Italia alle soglie della storia, ed. Laterza, Bari-Roma, 2004